# Halo (franquicia)
Halo es una franquicia de videojuegos de ciencia ficción creada y desarrollada por Bungie Studios hasta Halo: Reach, y gestionada ahora por 343 Industries, propiedad de Xbox Game Studios. La serie se centra en una guerra interestelar entre la humanidad y una alianza teocrática de alienígenas conocidos como Covenant. Más adelante se suman más amenazas como los Floods y los Prometeos. El Covenant es guiado por sus líderes religiosos, los Profetas, y adoran a una antigua civilización conocida como los Forerunners, quienes perecieron en combate con el parásito Flood. Muchos de los juegos se centran en las experiencias de John-117 (Master Chief), un súper soldado biológicamente mejorado, y su compañera inteligencia artificial (IA), Cortana. El término «Halo» se refiere a las mega estructuras Halo: grandes plataformas artificiales habitables en forma de anillos, instaladas en el espacio exterior. 
Los juegos de la serie han sido considerados de los mejores videojuegos de disparos en primera persona para videoconsola y es visto como uno de los juegos insignia de la consola Xbox Esto ha llevado a la competencia a generar los videojuegos llamados Halo Killers que compitan o aspiren a superar a Halo. Reforzados por el éxito de Halo: Combat Evolved y por la inmensa campañas de marketing de Microsoft, sus secuelas rompieron los récords de ventas. Desde el inicio de la saga en 2001 se han vendido más de 65 millones de copias, con un beneficio solo en venta de videojuegos superior a los 3.400 millones de dólares. A la comunidad de aficionados se le denomina Halo Nation. Gracias a esto Halo ha formado parte con gran rapidez de la cultura popular estadounidense, siendo inmortalizada en multitud de medios como cómics, libros, novelas gráficas, música, y cortometrajes.

## Historia
En el pasado distante, una raza de muy avanzada tecnología, conocida como los Forerunner, luchó contra una especie parásita llamada Flood. Esta, que se propaga mediante la infestación de otras formas de vida, rebasó las capacidades de los Forerunners e infestó casi toda la galaxia. Una de las especies afectadas fue la humana, quienes se vieron forzados a aventurarse al espacio y entrar en el conflicto. Los Forerunners, exhaustos de su guerra y tras haber analizado todas las posibles opciones, decidieron recurrir a su última opción: un arma definitiva en contra de los Flood. Utilizando una instalación conocida como "el Arca", construyeron gigantescas estructuras en forma de anillo, los Halos. La matriz de Halos, una vez activa, destruiría toda la vida inteligente de la galaxia, forzando a los Flood a morir de hambre. Intentando resistir hasta el último momento, los Forerunner activaron los anillos, acabando con toda la vida consciente y con ellos mismos, salvo por los vivos, embriones y ADN que se encontraban en el Arca, que estaban programados para que después de la activación de los Halos y la muerte de los Flood, se repoblara la galaxia entera, como si nada hubiera pasado, borrando así, casi todo rastro de ellos. Después de que las Instalaciones hayan sido activadas, los Forerunners sobrevivientes re-esparcieron la vida ya sea con embriones preservados o especímenes vivos por toda la galaxia. Una vez que completaron esto, los Forerunner decidieron dejar la galaxia, el motivo por el cual hayan hecho esto es desconocido, tal vez haya sido para poblar con otras galaxias o escapar del alcance de los Halos.
Decenas de miles de años después, en el Siglo XXVI, la humanidad, bajo el control gubernamental del Mando Espacial de las Naciones Unidas, o UNSC (United Nations Space Command), colonizó muchos planetas gracias al desarrollo de los viajes interestelares a velocidades superiores a la de la luz. Los conflictos estallan entre las "colonias internas" y las más jóvenes y remotas "colonias externas" hasta escalar a una guerra civil. La UNSC desarrolla un programa para crear súpersoldados de élite (conocidos como Spartans) para poner fin a la rebelión de manera silenciosa. En el año 2525, los humanos entran en contacto por primera vez con el Covenant (Pacto en español), cuando una nave Kig-Yar descubrió una nave humana que posteriormente atacaron, esta nave repelió los ataques y huyó, gracias a un mensaje enviado por la nave Kig-Yar, el Covenant llegó con un contingente Jiralhanae y Yanme'e. La UNSC trata de hacer las paces pero un Grunt nervioso mató a un humano, dando inicio a la guerra. Los líderes del Covenant declaran a la humanidad como herejes y una ofensa para sus dioses (los Forerunners), debido a una confusión al interpretar los símbolos Forerunners. Los Profetas utilizaban tecnología antigua para detectar las reliquias Forerunners, el error se dio gracias a que esta tecnología identificó a los humanos como reliquias, y sobre ellos aparecía el símbolo de "reclamador" siendo confundido con el de "reclamación", los Profetas al darse cuenta de que los humanos eran los elegidos [según ellos] para iniciar el Gran Viaje, mintieron al propio Covenant y los hizo creer que los humanos habían destruido sus reliquias sagradas, empezando así una guerra santa para exterminar a toda la raza humana. La tecnología Covenant, junto con su superioridad numérica, prueban ser armas letales y decisivas. El único factor que juega a favor de la humanidad son los súpersoldados Spartan, aunque hay muy pocos como para lograr cambiar el rumbo de la batalla.
En 2552, el Covenant llega a Reach, la última fortaleza de la UNSC además de la Tierra, y lanza una invasión masiva al planeta. Unos pocos Spartans y las fuerzas armadas de la UNSC son insuficientes para evitar el bombardeo de la superficie con plasma, destruyendo efectivamente todo a su paso. Siguiendo órdenes para evitar exponer la localización de la Tierra, la inteligencia artificial (IA) Cortana, a bordo de la nave Pillar of Autumn  (Pilar de otoño) escoge un conjunto de coordenadas al azar que resulta con el descubrimiento de una instalación Halo. El Covenant los persigue, logrando dañar a la nave y dirigiendo la batalla hacia la superficie del anillo. El Covenant accidentalmente libera al Flood que se encontraba preso; para evitar cualquier riesgo, el guardián del anillo, 343 Guilty Spark (Chispa culpable), recurre al spartan John-117, Master Chief o Jefe Maestro en español (se le conoce así debido a su rango). Sin embargo, antes de que se logre activar las defensas del anillo, Cortana revela que esto conduciría a su propia destrucción. El Jefe Maestro y Cortana deciden detonar los motores del Pillar of Autumn, destruyendo el Halo en el proceso y previniendo así el escape de los Flood.

### Redescubrimiento de los Halos
El Covenant, sin conocimiento de la naturaleza destructiva de los anillos para hacer el gran viaje, intentan activar otra instalación Halo (la instalación 05) para llevar a cabo su profecía religiosa de la destrucción de la humanidad. Para ello, lanzan una invasión a la Tierra. Entre los defensores del planeta se encuentran el Jefe Maestro, el sargento Avery Johnson y la comandante Miranda Keyes. Una raza en el Covenant, los Sangellis (elites), se enteran de la verdad acerca de los anillos y se unen a las fuerzas humanas para evitar la activación de los Halos. Esta improvisada alianza tiene éxito y logran detener al Covenant. Sin embargo, la desactivación forzosa del anillo libera un protocolo de respaldo que prepara a todos los anillos para su detonación remota desde una ubicación: el Arca (The Ark). Aún sin conocer la verdad acerca de los anillos, el Alto Profeta de la Verdad Covenant y los remanentes leales al Covenant siguen su camino hacia la Tierra, donde creen que está enterrada el Arca. Una gran batalla es librada entre el Covenant, la humanidad y un ejército infectado por los Flood. Eventualmente, el Covenant es repelido y escapan a través de un túnel en el espacio, provocando una gran devastación en África y la erradicación de los Flood de la Tierra.
Siguiendo un mensaje que Cortana dejó a bordo de una nave Flood; el Jefe Maestro, el Inquisidor, élites, Johnson, Keyes y sus tropas siguen al profeta Verdad a través del portal. 343 Guilty Spark se les une, quien ayuda al Jefe Maestro al no tener una función que realizar tras la destrucción de su anillo. Una vez cruzado el portal, se encuentran con una inmensa estructura artificial que se encuentra más allá de los confines de la galaxia: El Arca. Un gran número de Flood llega a bordo de "High Charity" (Gran Caridad), la ciudad "sagrada" del Covenant y comienzan la infestación de la estructura. Gravemind, un ente que representa la mente colectiva de los Flood, ayuda al Inquisidor y al Jefe Maestro a encontrar al Profeta Verdad, ya que la activación del Arca también significaría el fin de su especie. En su búsqueda descubren a Keyes, muerta tras un intento infructuoso para rescatar a Johnson, quien está siendo usado por el Profeta Verdad para intentar activar el Arca. El Jefe Maestro y El Inquisidor impiden su activación y matan al Profeta Verdad antes que este pueda ser consumido por los Flood. El grupo se entera de que el Arca está construyendo automáticamente un reemplazo para el anillo destruido, y el Jefe Maestro decide activar sólo este nuevo Halo, erradicando así la infestación Flood en el Arca pero salvando a la mayor parte de la galaxia. Para detonar el anillo, el Jefe Maestro rescata a Cortana, quien tiene la llave de activación del Halo destruido anteriormente.
El grupo se desplaza hacia la sala de control del Halo para activarlo, y Chispa Culpable explica que ya que aún no está completo, su detonación prematura acarrearía la destrucción completa del Arca. Johnson ignora su "advertencia" y Chispa Culpable lo mata para proteger "su nuevo anillo". El Jefe Maestro destruye a Chispa Culpable, activa el anillo y con el Inquisidor escapan de la autodestrucción del Halo a bordo de la fragata de la UNSC "Forward Unto Dawn" (Adelante hacia el alba). Sin embargo, la detonación del anillo hace colapsar el portal por el que viajan resultando en la fragmentación de la nave. Sólo la parte delantera, donde viaja El Inquisidor, llega a la Tierra. Creyendo al Jefe Maestro muerto, un servicio memorial es dado en su honor y el de los caídos de la guerra contra el Covenant. Tras el memorial, El Inquisidor y sus Elites parten hacia su planeta. Sin embargo, la parte trasera de la "Forward Unto Dawn" no fue destruida completamente, y se muestra flotando en una parte desconocida del espacio, con el Jefe Maestro y Cortana a bordo. Cortana activa una señal de emergencia y el Jefe Maestro se somete al sueño criogénico.
Cuatro años después de la destrucción del Arca, el Jefe Maestro es despertado por Cortana para encontrarse con un ataque Covenant. Capturados en la influencia de un pozo gravitatorio artificial, son empujados, junto con los restos de la "Forward Unto Dawn", hacia el planeta artificial "Réquiem", construido por los Forerunners. Tras haber recibido una señal de la nave de la UNSC "Infinity", van al centro del planeta para desactivar lo que parecen ser bloqueadores de señales. Sin embargo, liberan a un guerrero Forerunner hostil llamado "El didacta". El jefe y Cortana apenas logran huir y, luchando contra fuerzas Covenant y soldados IA conocidos como "Prometeos", logran llegar al "Infinity". Durante este trayecto, Cortana decide confesar que se está volviendo rampante, un problemático estado inherente a las IAs que han aprendido demasiado y eventualmente pierden control de sí, se vuelven locas. En el intento para destruir el pozo gravitatorio, La Bibliotecaria, una conciencia Forerunner, le transmite al Jefe Maestro conocimiento acerca de su esposo, El Didacta, y acelera la evolución del jefe; durante el conflicto con los Flood, el didacta intentó usar un dispositivo conocido como "El compositor" (cuya función consistía en transformar las formas de vida en entes digitales, inmunes a la infección de los Flood) pero las mentes se fragmentaron y en un esfuerzo de convertirlos nuevamente en seres vivos solo creaban abominaciones terroríficas contra la humanidad, una especie que él odiaba a causa de la guerra entre ellos, convirtiéndolos en un ejército para luchar contra los Flood. Fue encarcelado por su propia especie junto con los Forerunner y humanos que ya había logrado convertir, los Prometeos, como sus guardianes.
Desobedeciendo la orden del capitán de la "Infinity" para remover la cada vez más errática Cortana y escapando para perseguir al Didacta, el Jefe Maestro intenta evitar que adquiera una vez más el Compositor, que se encuentra escondido en un cinturón de asteroides cercano a uno de los antiguos anillos Halo. El Jefe Maestro falla en su intento y el Didacta reactiva el dispositivo, matando a todos los humanos en la estación de estudio, menos al jefe, gracias a que es más evolucionado que los otros, gracias a La Bibliotecaria. El Jefe Maestro sigue al Didacta a través de un portal hacia la Tierra, donde abordan la nave del Didacta y se preparan para destruirlo junto al dispositivo. El jefe llega tarde, ya que el Didacta logra activar el compositor, convirtiendo a los humanos en prometeos, pero aún no era tarde para salvar a la humanidad, el Jefe Maestro prepara una mina nuclear HAVOK mientras que Cortana envía a su personalidad rampante a hacer estragos en el sistema, logrando desactivar los escudos del Didacta. Este intenta matar al Jefe Maestro, pero Cortana interviene, permitiendo al Jefe matar al Didacta y detonar la bomba, destruyendo así al Compositor y salvando a la Tierra. Cortana logra proteger por última vez al Jefe  Maestro de la explosión de la bomba y lo deja para ser rescatado por las naves de la UNSC. Cortana logra salvar al jefe, pero es destruida junto con el Compositor.
Tras la destrucción del compositor y la muerte de Cortana, el Jefe Maestro llega a una instalación de la UNSC donde le quitan y reemplazan su armadura que llevaba desde los eventos de Halo 2 por una versión mejorada.
8 meses después, la UNSC crea un nuevo grupo de spartans conocido como Equipo Osiris, conformado por Tanaka, Vale, Buck y Locke. Su primera misión es recuperar a la doctora Catherine Halsey quien es retenida por el entonces líder del covenant Jul 'Mdama, el equipo Osiris llega hasta la posición de Halsey y Jul 'Mdama logrando recuperar a Halsey y asesinando al líder del covenant, tiempo después regresan a la UNSC Infinity donde Halsey queda en custodia por el Spartan Sarah Palmer y el capitán Lasky. El Equipo Azul conformado por Kelly, Linda, Fred y John siguen activos y completando misiones, su misión actual era asegurar el Argent Moon, que era propiedad de ONI donde se presume hacían experimentos biológicos, pero después de un incidente toda la tripulación murió quedando el Argent Moon a la deriva y que tiempo después fue capturado por el covenant.
John en su misión tiene una visión en la que Cortana se aparece diciéndole que la reclamación va a empezar y que debe ir a Meridian, al despertar de la visión el jefe es forzado a destruir el Argent Moon debido a que había muchas naves del covenant haciendo saltos hacia su ubicación y sería imposible derrotarlos, al empezar la destrucción del Argent Moon para entrar en supernova el jefe informa a la Infinity de la situación e intenta reasignar al equipo a Meridian por el contacto potencial con cortana, pero se le da la orden de regresar a la Infinity, el jefe la desobedece y deserta del mando de la UNSC, convirtiéndolo en una presa para el equipo Osiris. El equipo Osiris es enviado a Meridian (planeta que fue víctima de la Vitrificación por parte del Covenant), al llegar ayudan a los supervivientes del planeta y llegan con el gobernador Sloan (Una I.A. en estado de descontrol) quien los guía hasta una mina abandonada, el equipo Osiris pierde el contacto con el gobernador y sigue avanzando hasta encontrarse con el Warden, el Warden les ordena retirarse y además dice servirle a Cortana, el equipo Osiris derrota al primer Warden, siguen avanzando hasta encontrarse con un Guardian, a su vez mientras exploraban el lugar aparece el equipo Azul, e inmediatamente el Spartan Lockee ordena al equipo Osiris que contenga al equipo Azul, hasta el final del camino el Spartan Lockee se encuentra cara a cara con el equipo Azul y les ordena detenerse, cuando aparece el Jefe Maestro ignora la orden de Lockee y ordena al equipo Azul seguir avanzando, orden que obedecen quedando solos el Jefe y el equipo Osiris, el Jefe y Lockee tienen una pelea donde gana el Jefe colocándole una restricción de armadura a Lockee, misma que Lockee quería usar contra el Jefe, el Jefe se retira reuniéndose con el equipo Azul y el equipo Osiris huye del lugar ya que Cortana había activado ya al Guardián que se encontraba ahí.
La doctora Halsey localiza un Guardián que Cortana aún no activaba, el cual se encontraba en Sanghelios, planeta de los elites, el cual se encontraba en plena guerra civil entre las espadas de Sanghelios (fuerzas del Inquisidor) y el Covenant.
El equipo Osiris es llevado por las espadas hasta Sanghelios y ayudan al Inquisidor quien se encontraba en medio de un ataque covenant para darle caza, el Inquisidor es rescatado y llevado de vuelta hasta su campamento. El equipo Osiris le pide ayuda al Inquisidor para que los lleve hasta Sunaion, lugar donde se encontraba el Guardián inactivo. llegan hasta el centro de Sunaion y las fuerzas del covenant en Sanghelios comienzan a sucumbir, logrando llegar y subirse a un Guardián al que Cortana ya estaba llamando.
John trata de convencer a Cortana, pero termina fallando y siendo encerrado por ella dentro de un Cryptum. Antes de escapar, el equipo Osiris los rescata, pero los Guardians crean pulsos electromagnéticos que sumen a la Tierra y demás colonias en la oscuridad.
Ahora los sobrevivientes de la UNSC deben encontrar un modo de eliminar estas máquinas y detener a Cortana, que también parece planear un modo de usar los anillos Halo restantes para someter las especies de la galaxia que se opongan a su dominio.

## Videojuegos

### Trilogía original
Los juegos de la trilogía principal de Halo se han desarrollado por Bungie Studios, y son Videojuegos de disparos en primera persona en la que el jugador experimenta la mayoría de la acción desde la perspectiva del protagonista. El primer título de la serie es la versión de Xbox de Halo 1 Combat Evolved, lanzado el 15 de noviembre de 2001. El juego fue pensado inicialmente para ser lanzado para Mac OS y plataformas de Microsoft Windows, hasta que la compra de Bungie por parte de Microsoft en el año 2000 llevó al juego convertirse en un título de lanzamiento y de plataforma exclusiva para Xbox. Una versión para Windows y Mac OS X fue desarrollado más tarde por Gearbox Software, y lanzada el 30 de septiembre y 11 de noviembre de 2003, respectivamente. Una expansión independiente, titulado Halo 1 Custom Edition, fue lanzada como una exclusiva de Microsoft Windows, y permitía a los jugadores crear contenido personalizado para el juego.
Su secuela, Halo 2 fue lanzada en la Xbox el 9 de noviembre de 2004 y posterior para Windows Vista el 17 de mayo de 2007. Por primera vez, el juego fue lanzado en dos ediciones diferentes: una edición estándar con sólo el disco del juego, y la edición de coleccionista con una caja de aluminio especialmente diseñada, junto con un bono adicional del DVD, folletos extra, y el manual un poco diferente.
Halo 3 es el juego final en la trilogía de Halo principal, terminando el arco de la historia comenzada en Halo: Combat Evolved. Ha vendido 90 millones de copias..

### Saga del Reclamador
En el E3 2011, Microsoft anunció el desarrollo de Halo 4, como la primera entrada en una nueva serie de juegos de Halo llamado la Trilogía de Reclamador. Halo 4 es lanzado mundialmente el 6 de noviembre de 2012.
Finalmente, la idea original de una trilogía es sustituida por la de una nueva saga que incluye, hasta ahora, a Halo 5: Guardians, que salió a la venta el 27 de octubre del 2015
La Saga del Reclamador es la nueva saga de Halo propuesta por 343 Industries:
- Halo 4 bajo el lema de Halo 4 Spartan Ops, - La continuación de la serie: después de 4 años, 7 meses y 10 días, el Jefe Maestro despierta de su sueño criogénico a bordo de la nave donde estuvo dormido aterrizando en el planeta denominado Requiem junto con Cortana, donde se tendrá que enfrentar a un antiguo mal que domina la galaxia en un nuevo conflicto.
- Halo 5: Guardians, (comúnmente conocido como Halo Guardians o Halo Guardians 5) o simplemente conocido como Halo 5 - Continuación a la Campaña de Halo 4 y Spartan Ops. El Jefe Maestro y el Equipo Azul desertan del UNSC, por este motivo al Equipo de Asalto Osiris les es asignada la misión de rastrear y remitir a los SPARTAN-II. Ninguno de los equipos pudo haber previsto la magnitud del conflicto que se aproximaría.
- Halo Infinite -Dado a conocer en la E3 el día Domingo 10 de junio del 2018. Esta es la tercera entrega de la trilogía del reclamador siendo así la continuación directa de Halo 5: Guardians. Esta entrega ha concluido la franquicia hasta ahora,pero probablemente obtengamos más información sobre un próximo juego de Halo.

### Spin-offs
Halo Wars está ubicado 20 años antes de los acontecimientos presentados en Halo: Combat Evolved. El juego es de estrategia por lo que no continúa la tendencia de disparos en primera persona de los títulos anteriores. La historia se centra en la nave de la UNSC "Spirit Of Fire" (Espíritu De Fuego) que tiene la misión de expulsar al Covenant del planeta Harvest, sin embargo en el transcurso de la historia se dan cuenta de que el Covenant planea activar una antigua flota de naves Forerunner, la tripulación del Spirit Of Fire se da a la misión de evitarlo por todos los medios necesarios.
Este juego fue desarrollado por Ensemble Studios y es el único juego de la saga que no fue creado por Bungie Studios.
Halo 3: ODST originalmente era una expansión de Halo 3, después se convirtió en un juego completo, y su historia ocurre al mismo tiempo que Halo 2. El juego se caracteriza por ser la primera entrega donde no se controla a un Spartan, sino a un «soldado de choque de descenso orbital» (ODST, por sus siglas en inglés) llamado Rookie. El juego se centra en un escuadrón de estos soldados que inicialmente tienen como misión abordar un crucero Covenant sobre la ciudad de Nueva Mombasa. Sin embargo, su verdadera misión (la cual solo conoce realmente la oficial de la ONI Verónica Dare) es recuperar un importante "recurso", un ingeniero Covenant que podría ayudar a ganar la guerra. El escuadrón queda disperso y debe reencontrarse para poder escapar con vida de la situada ciudad.
Halo: Reach, según la historia de la serie, estará situado cronológicamente antes de Halo: Combat Evolved. El jugador se encuentra en el planeta de colonización Reach, durante la guerra Humano-Covenant, donde El Covenant suprime a la mayoría de los soldados Spartans, en la que el libro de "Halo: The Fall of Reach" es un gran respaldo de este título, el título incluye los Modos de Juego de Halo 3, Cine, Partidas Personalizadas, Forge & el Modo de Juego de Halo 3: ODST, Tiroteo.
Halo Wars 2, es un videojuego de estrategia en tiempo real, exclusivo para Xbox One y Windows 10. Fue anunciado el 4 de agosto en la gamescom 2015. Su primer tráiler fue expuesto en la E3 de 2016 su fase beta fue del 13 al 20 de junio del 2016 y el videojuego salió el 21 de febrero del 2017.
Después de 28 años en sueño criogénico, la tripulación de la UNSC Spirit of Fire despierta cerca del Arca para enfrentar a una antigua facción llamada Los Desterrados, que se desprendió del Covenant antes del Gran Cisma, liderados por un Jiralhanae (Brute) llamado Atriox que amenaza a la tripulación y quizás a toda la humanidad.
Serie de juegos Spin-Offs:
- Halo: Chronicles (videojuego cancelado)
- Halo Wars, (comúnmente conocido como Halo Wars 1 o Halo 1 Wars), o simplemente conocido como Wars, o Wars 1 o 1 Wars - Primer juego de estrategia RTS, creado por Ensemble Studios.
- Halo 3 ODST, (comúnmente conocido como Halo 3 Recon), o simplemente conocido como ODST o Recon, y también conocido como Halo ODST o Halo Recon bajo el lema de Prepare to Drop o (Preparados para el Descenso) (en español), antes de la salida del juego Halo 2 y Halo 3, las pruebas solo ocurren en Halo 2, y Halo 3 y Halo 3 ODST - Historia secundaria de un Pelotón SCDO durante la invasión a la Tierra.
- Halo: Reach, o simplemente conocido como Reach - Historia de un equipo de SPARTAN-IIIs, llamado Equipo Noble, sobre la fallida defensa de Reach.
- Titan (videojuego cancelado).
- Halo: Spartan Assault, o simplemente conocido como Spartan Assault - Historia de la Spartan Sarah Palmer antes de los acontecimientos de 2557.
- Halo: Spartan Strike, (comúnmente conocido como Halo Spartan Attack), o simplemente conocido como Spartan Strike o Spartan Attack - Simulador táctico diseñado que recrea la Batalla de la Tierra en 2552.
- Halo Wars 2 (comúnmente conocido como Halo 2 Wars), o simplemente conocido como Wars 2 o 2 Wars - Segundo juego de estrategia RTS, creado por Creative Assembly.

### Otros proyectos
Juegos de realidad alternativa se utilizaron para promocionar el lanzamiento de los juegos de la trilogía principal. Las cartas de Cortana, una serie de mensajes de correo electrónico crípticos, se distribuyeron por Bungie antes de la liberación de Halo: Combat Evolved. I Love Bees se utilizó para promocionar el lanzamiento de Halo 2. El juego gira en torno a una página web creada por 42 Entertainment, encargado por Microsoft y respaldada por Bungie. En el transcurso del juego, se publicaron clips de audio que con el tiempo, formaron un total de cinco horas de historia ambientada en la Tierra entre Halo y Halo 2. Del mismo modo, Iris se utilizó como una campaña de marketing viral para el lanzamiento de Halo 3. Contaba con cinco servidores web que contienen los archivos de diversos medios de comunicación relacionados con el universo de Halo.
Halo Combat Evolved Anniversary es un remake de Halo: Combat Evolved por el 10.º aniversario de Halo. Tiene la misma trama que Combat Evolved pero, a diferencia de este, usa el motor de videojuego de Halo: Reach.
Halo 2 Anniversary al igual que "Halo Combat Envolved Anniversary" es un remake de una de las entregas de la saga, específicamente Halo 2 que será lanzado por el décimo aniversario de dicho juego. El 9 de junio del 2014, 343 industries por medio de la conferencia anual E3 confirmó el lanzamiento del juego que se espera llegue el 11 de noviembre del mismo año incluido en "The Master Chief Collection" una recopilación de los principales cuatro juegos de la saga con el "Jefe Maestro" como protagonista principal.

## Novelas

### Novela gráfica de Halo
La Novela gráfica de Halo (del ingles The Halo Graphic Novel) es la primera novela gráfica publicada conjuntamente por Marvel Comics y Bungie Studios, a mediados de 2006. A grandes rasgos, la serie principal comenzó con el videojuego Halo: Combat Evolved, cuyo éxito dio lugar a la aparición de nuevas secuelas de juegos virtuales así como de libros. La trama se centra en un futuro donde la humanidad se encuentra luchando contra una poderosa raza colectiva de alienígenas denominada "El Pacto", pero que posteriormente se pasaría a llamar Covenant a causa de mantener el nombre en inglés en sus futuros doblajes. Considerada como la primera adaptación de la serie en la forma artística conocida como arte secuencial —que se define como el arte de utilizar una serie de imágenes desplegada a manera de secuencia para transmitir cierta información—, la Novela gráfica de Halo muestra varios aspectos del universo ficticio de Halo que hasta entonces no se habían explorado a profundidad en ningún otro medio.
La mayor parte del libro se divide en cuatro historias cortas redactadas por diferentes escritores y artistas de las industrias del cómic y los videojuegos. Cada relato se enfoca en aspectos distintos del universo de Halo, revelando historias que antes eran secundarias para la trama principal del juego. El libro también contiene una extensa galería de arte compilada a partir de las contribuciones de Bungie, Marvel y otras fuentes independientes.

### Halo: The Fall of Reach
Halo The Fall of Reach, (en español Halo La Caída de Reach), es una novela de ciencia ficción creada por Eric Nylund, que se centra en los acontecimientos anteriores a Halo: Combat Evolved.
En La caída del Reach se muestra el origen de los SPARTAN-II, escogidos por un indicador genético en su ADN que los hacía aptos para el proyecto Spartan unos 150 niños de los cuales la doctora Halsey acompañada por el futuro Almirante Jacob Keyes, tuvo que seleccionar 75 por falta de presupuesto. Con un entrenamiento especial durante su niñez y un aumento con químicos y partes robóticas se creó una raza de supersoldados o Spartan, cuya finalidad era suprimir levantamientos rebeldes en una futura guerra civil; debido a la guerra contra el Covenant que comenzó en el año 2525 los Spartans fueron enviados a combatir mostrando superioridad a los soldados normales e incluso contra los élites del Covenant (Sangheili).
Pasando las décadas y muchos mundos cristalizados, perdida tras perdida, la UNSC se dio cuenta de que no tardaría la raza humana en extinguirse; la ONI pone en acción un plan utilizando el The Pillar of Autumn o El Pillar of Autumn, (comúnmente conocido como UNSC Pillar of Autumn), (En español Pilar del otoño), 
Finalmente la guerra es llevada a Reach en el año 2552, durante su caída la mayoría de los Spartans se pierden y en acción el Jefe Maestro escapa del planeta a bordo The Pillar of Autumn dando inicio al videojuego Halo 1 Combat Evolved y a la otra novela Halo The Flood.

### Halo: The Flood
Halo The Flood (en español Halo Los Flood), o simplemente conocido como The Flood o Los Flood (en español), es una novela de 2003 basada en el videojuego Halo: Combat Evolved escrita por William C. Dietz. Narra más detalladamente los eventos del videojuego, la novela comienza con el escape del Jefe Maestro del Pillar of Autumn de las tropas del Covenant. Cuando la nave humana se topa inesperadamente con un artefacto en forma de anillo conocido como «Halo», los humanos deberán enfrentar al Pacto y otro enemigo terrorífico escondido en el anillo. Aunque el libro sigue más o menos los mismos eventos del juego, con los diálogos idénticos, Dietz describe los acontecimientos no vistos por el protagonista, el Jefe Maestro.
Se centra en el año 2552, la Humanidad ha tenido que colonizar otros planetas debido a la sobrepoblación mundial, se ha superado la velocidad de la luz. Sin previo aviso, un conjunto de razas alienígenas conocidos como el Covenant comenzó a atacar las colonias externas; por lo cual el Pillar of Autumn desvía al Covenant del Planeta Reach y de la Tierra, encontrándose con un artefacto en forma de anillo conocido como Halo.

### Halo: First Strike
Halo First Strike (comúnmente conocido como Halo First Attack), o simplemente conocido como First Attack, (en español Halo Primer ataque), o simplemente conocido como First Strike o Primer ataque (en español), es una novela escrita por Eric Nylund que describe los acontecimientos de los Spartans que quedaron en la colonia Reach así como continúa la historia del Jefe Maestro después de Halo: The Flood. El Jefe Maestro rescata a unos Spartans sobrevivientes, con el Ascendant Justice una nave del Covenant capturada por el Jefe Maestro y otros sobrevivientes humanos durante la batalla de la instalación 04, con la que el Jefe Maestro y los Spartans rescatados con el Ascendant Justice atacan una base del Covenant en la cual se preparaba un ataque a la tierra. Halo: First Strike es el espacio de tiempo entre Halo: Combat Evolved y Halo 2.

### Halo: Ghosts of Onyx
Halo Ghosts of Onyx es la cuarta novela de la saga Halo. Escrita por Eric Nylund, y publicada por Timun Mas tras el lanzamiento de Halo Reach, el día 15 de febrero de 2011.
Mientras el Jefe Maestro defiende un planeta Tierra asediado, una célula ultrasecreta de la Oficina de Inteligencia Naval conocida como Sección Tres concibe un plan para darle a la UNSC un tiempo vital. Pero necesitarán cientos de soldados dispuestos... y a un Spartan más para llevar a cabo el trabajo. El planeta Onyx está virtualmente abandonado y es el lugar perfecto para poner en marcha este nuevo plan. Pero cuando el Jefe Maestro destruye Halo, algo se pone en marcha en las profundidades de Onyx: una antigua tecnología de los Forerunners despierta.

### Halo: Contact Harvest
Halo Contact Harvest, (comúnmente conocido como Halo Contact in Harvest), o simplemente conocido como Contact Harvest o Contact in Harvest, y también conocido como Halo Contact on Harvest, o simplemente conocido como Contact on Harvest, es una novela escrita por Joseph Staten cuyo argumento se sitúa casi en los inicios de la saga junto con Halo Wars. Describe las hazañas del Sargento Johnson y una pequeña milicia frente a la primera toma de contacto con el Covenant ocurre 20 años antes de los hechos de reach.

### Halo: The Cole Protocol
Halo The Cole Protocol (en español Halo El Protocolo Cole), o simplemente conocido como The Cole Protocol o El Protocolo Cole (en español), es la sexta novela basada en el Universo de Halo. Está escrita por Tobias S. Buckell. El Protocolo Cole es la última novela bajo el contrato de Tor Books y ha estado disponible al público desde el 25 de noviembre de 2008.
En los primeros días de la Guerra Humano-Covenant, la UNSC ha aprobado el Protocolo Cole para proteger a la Tierra y sus Colonias Interiores, desde el descubrimiento de un poderoso Enemigo. Muchos están llamados a librar al universo de los datos de navegación persistentes que pudieran revelar la ubicación de la Tierra. Entre ellos se encuentra Jacob Keyes. Empujado de nuevo a la acción después de haber sido dejado de lado, Keyes se encarga de una misión de alto secreto de la ONI, que lo llevará tras las líneas enemigas, en un rincón del universo donde nada es lo que parece.
Más allá de las Colonias Exteriores se encuentra el planeta Hesíodo, un gigante gaseoso rodeado por un gran cinturón de asteroides. A medida que El Covenant sigue cristalizando los planetas humanos que ocuparon cerca de Hesíodo, muchos de los supervivientes, ayudados por los derechos humanos de la Insurección, están huyendo hacia el cinturón de asteroides en busca de refugio. Han transformado los satélites y se han encontrado cara a cara con El Covenant... pero de alguna manera sobrevivieron.
La noticia de este tratado se ha extendido en las partes en conflicto. Por suerte para la UNSC, esta alianza incómoda está en el camino del Equipo Verde Spartan, un escuadrón de tres hombres cuya tarea es la de causar estragos en las líneas enemigas en cualquier forma que consideren oportuno. Pero los profetas también han enviado sus mejores, más ambiciosos y despiadados Elites, cuya búsqueda de la nobleza y la jerarquía es sólo comparable con su brutalidad y que hará cualquier cosa para conseguir su ascenso y el Camino.

### Halo: Glasslands
Halo: Glasslands  es la primera novela de la trilogía "Kilo Cinco" escrita por Karen Traviss, que salió a la venta el 25 de octubre de 2011 como libro o audiolibro.
Halo: Glasslands continuará la historia de Halo: Ghosts of Onyx, raíz de los acontecimientos de Halo 3. Además de continuar la historia de los personajes del libro anterior, esta novela presentará su propio conjunto de personajes.
La historia cambia a dos agentes de la ONI, la Capitán Serin Osman, acompañada por el profesor Evan Phillips, en un encuentro con un Sangheili Maestro de Campo conocido como Avu Med 'Telcam, quien se refiere a sí mismo como "Siervo de la Verdad Permanente", en la antigua colonia humana de Nueva Llanelli en el Sistema Brunel. La Capitán analiza el clima de la posguerra de ambos mundos. 'Telcam acusa a la raza humana y Thel 'Vadam de difundir mentiras sobre los Forerunners y los Halos, citando que estas revelaciones han creado divisiones religiosas y políticas significativas entre los Sangheili, creando miedo a otra guerra civil. Osman dice que su equipo podría ganar, y no el del Inquisidor, y que los aliados muertos no son de mucho valor y procede a ofrecerle equipar al grupo de 'Telcam con armas del Covenant, con la condición de que se mantengan lo más lejos de la humanidad como sea posible después de su victoria. 'Telcam, reafirmando su deseo de matar a los "infieles", está de acuerdo con la propuesta y los dos toman caminos separados.

### Halo: The Thursday War
Halo: The Thursday War es la segunda novela de la trilogía de Kilo-Cinco de Karen Traviss.
Halo: The Thursday War se sitúa después de Halo: Glasslands, con las fuerzas del Covenant amenazando la paz y con un grupo escondido Sangheili empujando para la guerra, [1] algunas colonias de humanos se revelan contra las autoridades de la Tierra y el descubrimiento de tecnología Forerunner provoca que los líderes de la Tierra encuentren un uso para ella en la guerra.

### Halo: Cryptum
El libro se ambienta 100 000 años antes de los eventos ocurridos en Halo: Combat Evolved, y cuenta sobre la vida de la misteriosa raza Forerunner, antiguos antepasados de la raza humana y del Covenant.
Cryptum tiene lugar en el universo de Halo y cuenta la historia de los Forerunner mucho antes de su desaparición. Gira en torno a la trayectoria de un joven Forerunner conocido como Nacido de las Estrellas junto a dos humanos, Chakas y Alzador, y cómo su vida cambia cuando conocen a un Forerunner de clase guerrero-siervo, el Didacta.
La historia comienza cuando el joven Nacido de las Estrellas de Duración Eterna, emprende un viaje al planeta Tierra, entonces llamado Erde-Tyrene. Allí conoce a los humanos Chakas y Alzador, que serán sus guías durante el viaje.

### Halo: Primordium
Es el segundo libro de la Saga Forerunner de Bear. A través de escenas retrospectivas un duplicado de 343 Guilty Spark cuenta la historia de como pasó de ser un humano a un monitor Forerunner hace 100 000 años atrás y las aventuras que vivió, siendo humano, en la Instalación 07. Además, el libro da algunos antecedentes para el videojuego Halo 4.

### Halo: Silentium
Es el tercer libro de la Saga Forerunner de Bear. En los últimos años del imperio Forerunner reina el caos. El Flood—un horrible parásito—ha llegado con fuerza, con la ayuda de aliados inesperados. Las luchas internas han debilitado las defensas Forerunner desesperadamente. Solo el Didacta, y la Bibliotecaria—desesperados y empujados a un conflicto—tienen la llave para la salvación.

### Halo: Mortal Dictata
Es el tercer libro de la trilogía Kilo-Cinco de Karen Traviss. El Equipo Kilo-Cinco continúa buscando y desenterrando las diversas mentiras de la ONI. ONI sigue en la lucha secreta contra el Covenant para evitar el reinicio de la guerra, a la vez que la Spartan Naomi 0-10 sigue buscando las pistas para conocer su historia, y la historia de su devastado padre, que sigue en busca de ella.

### Halo: Broken Circle
Es el primer libro de la Saga Covenant de John Shirley.
Sé testigo de un capítulo sin contar en la historia de Halo, en los remotos inicios del Covenant. Explora a un grupo separatista de Elites rebelándose contra el Covenant en sus primeros días, a un valiente Profeta atrapado en las maquinaciones del nuevo liderazgo del Covenant, y las raíces de la traición que terminarían por destruir el Covenant...

## Cómics
- Novela Gráfica de Halo
- Halo: Uprising
- Halo: Helljumper
- Halo: Blood Line
- Halo: Fall of Reach
  - Boot Camp
  - Covenant
  - Invasion
- Halo: Initiation
- Halo: Escalation
- Halo: Tales from Slipspace
- Halo: Rise of Atriox

## Música
La saga de Halo cuenta actualmente con siete bandas sonoras. La banda sonora original 'Halo' contiene la mayor parte de la música de Halo 1 Combat Evolved. A pesar de la diversa variedad de jugabilidad del juego, la música fue diseñada para usarse en el motor de reproducción de audio dinámica del juego. El motor permite dependiendo el estado de ánimo, tema, y duración de la música reproducida cambiar de acuerdo a la jugabilidad. Para tener una experiencia más enriquecedora de sonido, Martin O'Donnell reorganiza partes de la música de Halo en suites independientes, que siguen la narrativa en curso del juego. La banda sonora también cuenta con música no usada en el juego, incluyendo una variación del tema de Halo que fue usado por primera vez en el debut de Halo en el MacWorld 1999.
Para la banda sonora de Halo 2, producido por Nile Rodgers y O'Donnell, deciden partir en dos volúmenes la música. El primero, Volumen Uno, fue lanzado el 9 de noviembre del 2004 y contiene todos los temas así como la música inspirada por el juego(con Steve Vai, Incubus, Hoobastank, y Breaking Benjamin). El segundo lanzamiento, Volumen Dos, contiene el resto de la música, mucha de la cual estuvo incompleta o no se incluyó en el primer álbum, pues el primer álbum fue publicado antes de que el juego se lanzara.
- Halo: Original Soundtrack
- Halo 2: Original Soundtrack
- Halo 3: Original Soundtrack
- Halo 3: ODST Original Soundtrack
- Halo Wars: Original Soundtrack
- Halo Legends: Original Soundtrack
- Halo: Reach Original Soundtrack
- Halo: Combat Evolved Anniversary Original Soundtrack
- Halo 4: Forward Unto Dawn Original Soundtrack
- Halo 4: Original Soundtrack
- Halo: Spartan Assault Original Soundtrack
- Halo 2 Anniversary Original Soundtrack
- Halo: Spartan Strike Original Soundtrack

## Adaptaciones cinematográficas

### Cortometrajes
Se han realizado varios cortometrajes sobre el universo Halo para promover los juegos.
Para Halo 3: ODST se hicieron dos cortometrajes. Halo: Landfall, de bajo presupuesto y dirigido por Neill Blomkamp, muestra el enfrentamiento de fuerzas ODST contra los atacantes Covenant. Otro, que combina imagen real creado por CGO exclusivamente para el lanzamiento de ODST, We Are ODST, muestra a un joven soldado, Tarkov, que decide alistarse en las filas de los ODST y narra su entrenamiento, su primer descenso orbital y como casi un Brute le mata. En los instantes finales aparece un Tarkov ya maduro, velando con su equipo por la muerte de un compañero, justo cuando se comienzan a escuchar disparos. Se enfundan sus cascos y se dirigen a la batalla.
Halo: Reach tuvo uno creado exclusivamente para su lanzamiento llamado El Nacimiento de un Spartan. Este muestra a Carter, un humano elegido para ser un Spartan. En el video aparecen desde sus días en el entrenamiento hasta cuando fue llevado a la base espacial donde le modificaron para poder ser un Spartan. En los últimos minutos se puede verle frente a su traje con su nombre grabado en él: "Carter S-259". Remember Reach (Deliver Hope) combina imagen real y fue creado exclusivamente para el lanzamiento de Halo: Reach muestra a Kat llevando un Dispositivo Destructivo de Fusión Medio (MFDD por sus siglas en inglés) para destruir un supertransporte Covenant. Jorge, Jun, Emile, ODST y marines pueden ser vistos en batalla ayudando a abrir paso a Kat. También se muestra como pierde su brazo derecho tras impactarle a unos metros un cañón de combustible de un banshee y como el anterior Noble 6 se sacrifica para cumplir ese objetivo.
Halo 4 - UNSC Infinity es el nuevo cortometraje que combina nuevamente imágenes reales. Fue creado y presentado posteriormente para el lanzamiento de Halo 4 durante el E3 de 2012 en Los Ángeles. En él se puede ver a un almirante de la flota humana haciendo la presentación de la nueva nave Infinity, el portanaves más grande jamás creado por la humanidad, en un principio, para fines bélicos, pero tras la desaparición de la amenaza Covenant tras el fin de la guerra hace ya cuatro años, se destinará al descubrimiento de nuevos mundos y también al noble propósito de mantener la paz. A la vez que se mezclan imágenes del discurso del almirante a toda la tripulación reunida en la cubierta superior de la nave, se pueden observar intercalados sucesos posteriores; una vez ha zarpado la nave, se encuentran con un mundo desconocido el cual les escanea y engulle a pesar de poner al máximo los motores a la contra para evitar, inútilmente, que el planeta les acabe devorando.

### Película
En principio, era una película en desarrollo de tipo ciencia ficción, escrita por Alex Garland dirigida por Neill Blomkamp, y producida por Peter Jackson. Sin embargo, la película fue cancelada por problemas de producción y presupuesto.
Oficialmente, Microsoft dio a conocer que el proyecto para una película de Halo estaba descartado completamente, debido a desacuerdos entre Microsoft y Hollywood ya que el guion no convencía. A pesar de esto, Microsoft había estando supervisando muy de cerca el guion por el cual había pagado un millón de dólares al escritor Alex Garland, autor de películas como La playa y 28 Days Later.
El desacuerdo, que terminó por liquidar el futuro de la película de Halo, fue el pedido de Microsoft (única dueña de la franquicia) de 10 millones de dólares y, además, de un 15% de las ventas de taquilla, razón por la cual se perdió todo el apoyo para el proyecto.

### Halo 4: Forward Unto Dawn
Halo 4 Forward Unto Dawn, (comúnmente conocido como Halo Forward Unto Dawn), o simplemente conocido como Forward Unto Dawn, es una serie de Halo de acción real que fue lanzada principalmente para anunciar Halo 4. La serie se transmitió a través del canal Machinima Prime y en Halo Waypoint entre octubre y noviembre de 2012.
Una versión especial con detrás de cámaras, se añadió en la Edición Limitada de Halo 4, pero por algunas demandas, se lanzó en DVD y Blu-ray en diciembre de 2012.
Este proyecto muchos fanes lo tomaron como una película, a pesar de que la película se había cancelado.

### Halo Legends
Halo Legends, o simplemente conocido como Legends, es una colección de siete historias cortas relacionadas con el universo de Halo. Anunciada en Convención Internacional de Cómics de San Diego y financiada por 343 Industries, la animación fue creada por cinco casas de producción japonesas: Bones, Casio Entertainment, Production I.G, Studio 4 °C, y Toei Animation. Shinji Aramaki, creador y director de Appleseed y Appleseed EX Machina, es el director creativo del proyecto. Warner Bros, distribuirá Legends en DVD y Blu-ray a principios del 2010. Seis de las historias son oficialmente parte del canon de Halo, con la séptima, hecha por Toei, pretendiendo ser una parodia del universo.

### Serie del Reclamador
En E3 2013 durante la presentación de Xbox One, se anunció una serie ambientada en la Trilogía del Reclamador pero hace unos meses decidió 343 Industries eliminar la idea de una trilogía y convertirlo en una saga. Se sabe que Steven Spielberg es quien está detrás del proyecto.[cita requerida]

### Halo: Nightfall
Halo Nightfall, o simplemente conocido como Nightfall, Durante el E3 2014, Microsoft y 343 Industries anunciaron el desarrollo de una miniserie de Halo, la cual llevaría por nombre Halo: Nightfall y su historia estaría situada durante parte de la historia del inicio del agente Locke ya perteneciente a la ONI, estaría disponible en Xbox Live y vendría incluida en la edición especial Halo: Master Chief Collection la cual fue lanzada el 11 de noviembre del 2014.
En el Comic-Con 2014, Microsoft y 343 Industries mostraron las primeras imágenes y el primer tráiler oficial de la miniserie que está disponible desde el 11 de noviembre. El 22 de octubre de 2014, Microsoft público el tráiler oficial de la serie Halo: Nightfall                                                                                                                                                                               El 11 de noviembre de 2014, 343 Industries lanzó de manera oficial la serie digital Halo: Nightfall, durante un evento realizado en el teatro Avalon de Los Ángeles en donde los protagonistas mostraron los primeros dos episodios a un público exclusivo.
La serie de 90 minutos aproximadamente se encuentra dividida en 5 episodios y serán lanzados a razón de un episodio por semana.

### Serie de televisión
La serie fue estrenada el 24 de marzo de 2022 en Paramount+. El 16 de febrero de 2022, antes de ser estrenada, la serie fue renovada para una segunda temporada.

## Novelas Gráficas
- Halo: Tales from Slipspace

## Construcciones Forerunner
- Instalación 00 - También conocida como El Arca, Instalación desde donde se pueden activar los demás anillos de Halo para un disparo simultáneo, lugar donde se desarrolla parte de Halo 3.
- Matriz de Halo
  - Instalación 01 - Se desconoce su estado actual.
  - Instalación 02 - Se desconoce su estado actual.
  - Instalación 03 - Instalación donde está oculto el Compositor y las coordenadas de Requiem, en Halo 3. Anteriormente asegurado por el UNSC. Actualmente controlado por el Monitor 859 Static Carillon
  - Instalación 04, Conocido como el Halo por los humanos, y conocido como Alpha Halo por el Covenant, (en español Alfa Halo) - Instalación donde se desarrolla el juego Halo: Combat Evolved o Halo 1 (Destruida).
    - Instalación 04 (B) - Instalación donde se desarrolla el  final de Halo 3. (Sustituto de la Instalación 04) (Destruida también)
    - Instalación 04 (C) - Instalación vista al final de Halo Wars 2 (Con la doctora Sander a bordo) (interceptada por un guardián, se desconoce su estado)

  - Instalación 05, conocido como Delta Halo por los humanos y por el Covenant, o simplemente conocido como el Halo - Instalación donde se desarrolla el Juego Halo 2.
  - Instalación 06 - Se desconoce su estado actual.
  - Instalación 07 - Instalación vista en Halo Infinite, conocida también como Zeta Halo. Fue uno de los 12 primeros anillos de Halo y tiempo después fue reducida en tamaño por los daños recibidos durante una batalla en Maethrillian en la cual el anillo fue disparado por Medicant Bias y el Primordial. Zeta Halo era un lugar de castigo y encierro para aquellos que sean un peligro para los Forerunners, algunos de ellos son el Primordial, los humanos, los Eternos y los Flood.
  - Instalación 08 - (Instalación Destruida)
  - Instalación 09 - (Instalación Destruida)
  - Instalación 10 - (Instalación Destruida)
  - Instalación 11 - (Instalación Destruida)
  - Instalación 12 - (Instalación Destruida)